# Jan Stały
Jan Mocny lub Jan Stały (ur. 30 czerwca 1468 Miśnia, zm. 16 sierpnia 1532 Schweinitz) – elektor Saksonii w latach 1525–1532.
Był nazywany „Stałym” za wytrwanie przy luteranizmie.

## Życiorys
Jan Stały urodził się 30 czerwca 1468 roku w Miśni, jako piąty z siedmiorga dzieci (i czwarty z pięciu synów) elektora Saksonii Ernesta i jego żony Elżbiety Wittelsbach, córki księcia Bawarii Alberta III. Miał trzech starszych braci. W 1486 roku najstarszy z nich – Fryderyk III Mądry – został elektorem Saksonii. Dwaj młodsi bracia rozpoczęli karierę kościelną: Albrecht został arcybiskupem Moguncji, zaś Ernest arcybiskupem Magdeburga. Fryderyk nie miał dzieci, zaś Albrecht i Ernest także już nie żyli. W 1525 roku Jan został elektorem Saksonii. Kontynuował politykę brata, wspierał rozwój reformacji. Dwa lata po objęciu władzy uznał luteranizm za religię państwową.
Zmarł w Schweinitz 16 sierpnia 1532 roku, a jego następcą został najstarszy z synów, Jan Fryderyk I.

## Rodzina
1 marca 1500 roku w Torgau Jan poślubił Zofię Mecklenburg-Schwerin, córkę księcia Mecklenburgii Magnusa II i księżniczki pomorskiej Zofii; para miała jednego syna:
- Jana Fryderyka (1503–1554) – elektora Saksonii w latach 1532–1547.

13 listopada 1513 w Torgau Jan ożenił się po raz drugi, z Małgorzatą Anhalt-Zerbst, córką księcia Anhalt Waldemara IV i Małgorzaty Schwarzburg-Blankenburg; para miała czworo dzieci:
- Marię (1515–1583), od 1536 żonę księcia wołogoskiego Filipa I,
- Małgorzatę (1518–1535),
- Jana (1519),
- Jana Ernesta (1521–1553), księcia Saksonii-Coburg.

## Genealogia
| Prapradziadkowie                         | margrabia Miśni Fryderyk III Wettyn (1332-1381) ∞1346 Katarzyna Henneberg (1334-1397)            | książę Brunschweig-Lüneburg Henryk I Welf (1355-1416) ∞1388 Zofia wołogoska (1370–1406)          | arcyksiążę Austrii, Styrii i Karyntii Leopold III Habsburg (1351-1386) ∞1365 Viridis Visconti (1350-1414) | książę rawski, płocki, wiski Siemowit IV Piast (1352-1426) ∞1387 Aleksandra Olgierdówna (1368-1434)    | książę Bawarii Jan II Wittelsbach (1341-1397) ∞1372 Katarzyna z Gorycji (-1391)                      | władca Mediolanu Bernabò Visconti (1323-1385) ∞1350 Beatrice Regina della Scala (1333-1384)          | książę Braunschweig-Grubenhagen Albert Welf (1339-1383 ∞ Agnieszka Braunschweig-Lüneburg (-1410)     | książę Braunschweig-Göttingen Otto I Welf (1340-1394) ∞ Mirosława Holstein-Plön                      |
| Pradziadkowie                            | elektora Saksonii Fryderyk I Wettyn (1370-1428) ∞1402 Katarzyna Brunschweig-Lüneburg (1395–1442) | elektora Saksonii Fryderyk I Wettyn (1370-1428) ∞1402 Katarzyna Brunschweig-Lüneburg (1395–1442) | arcyksiążę Styrii, Karyntii i Krainy Ernest Habsburg (1377-1424) ∞1412 Cymbarka mazowiecka (1393-1429)    | arcyksiążę Styrii, Karyntii i Krainy Ernest Habsburg (1377-1424) ∞1412 Cymbarka mazowiecka (1393-1429) | książę Bawarii Ernest Wittelsbach (1373-1438) ∞1395 Elżbieta Visconti (1374-1432)                    | książę Bawarii Ernest Wittelsbach (1373-1438) ∞1395 Elżbieta Visconti (1374-1432)                    | książę Braunschweig-Grubenhagen Eryk I Welf (1380-1427) ∞ Elżbieta Braunschweig-Göttingen (-1344)    | książę Braunschweig-Grubenhagen Eryk I Welf (1380-1427) ∞ Elżbieta Braunschweig-Göttingen (-1344)    |
| Dziadkowie                               | elektor Saksonii Fryderyk II Wettyn (1412-1464) ∞1431 Małgorzata Habsburg (1416-1486)            | elektor Saksonii Fryderyk II Wettyn (1412-1464) ∞1431 Małgorzata Habsburg (1416-1486)            | elektor Saksonii Fryderyk II Wettyn (1412-1464) ∞1431 Małgorzata Habsburg (1416-1486)                     | elektor Saksonii Fryderyk II Wettyn (1412-1464) ∞1431 Małgorzata Habsburg (1416-1486)                  | książę Bawarski Albrecht III Wittelsbach (1401-1460) ∞1436 Anna Braunschweig-Grubenhagen (1420–1474) | książę Bawarski Albrecht III Wittelsbach (1401-1460) ∞1436 Anna Braunschweig-Grubenhagen (1420–1474) | książę Bawarski Albrecht III Wittelsbach (1401-1460) ∞1436 Anna Braunschweig-Grubenhagen (1420–1474) | książę Bawarski Albrecht III Wittelsbach (1401-1460) ∞1436 Anna Braunschweig-Grubenhagen (1420–1474) |
| Rodzice                                  | elektor Saksonii Ernest Wettyn (1441-1486) ∞1460 Elżbieta Wittelsbach (1443-1484)                | elektor Saksonii Ernest Wettyn (1441-1486) ∞1460 Elżbieta Wittelsbach (1443-1484)                | elektor Saksonii Ernest Wettyn (1441-1486) ∞1460 Elżbieta Wittelsbach (1443-1484)                         | elektor Saksonii Ernest Wettyn (1441-1486) ∞1460 Elżbieta Wittelsbach (1443-1484)                      | elektor Saksonii Ernest Wettyn (1441-1486) ∞1460 Elżbieta Wittelsbach (1443-1484)                    | elektor Saksonii Ernest Wettyn (1441-1486) ∞1460 Elżbieta Wittelsbach (1443-1484)                    | elektor Saksonii Ernest Wettyn (1441-1486) ∞1460 Elżbieta Wittelsbach (1443-1484)                    | elektor Saksonii Ernest Wettyn (1441-1486) ∞1460 Elżbieta Wittelsbach (1443-1484)                    |
| Jan Wettyn (1468-1532), elektor Saksonii |                                                                                                  |                                                                                                  | | | | | | |